# 한뢰
한뢰(韓賴, 1141년 ~ 1170년 10월 11일)는 고려 시대의 문신이다.

## 생애
1141년(인종 19년)에 태어났다.
한뢰는 문신이 된 뒤 내시 정함과 함께 의종에게 총애를 받았다. 하지만 의종 때는 의종이 문신 우대 정책을 펼쳤던 때라 한뢰와 무신들의 사이는 썩 좋지 않았다.
기거주(起居注: 諫官의 하나)로 있으면서 왕의 총애를 믿고 남에게 거만하고 무관을 멸시, 사람들의 노여움을 샀다.

### 보현원 사건과무신정변, 그리고 몰락
1170년에 한뢰는 의종과 함께 보현원으로 나들이를 가고 있었다. 그런데 무신 이소응이 수박 시합에서 기권하자, 한뢰는 이소응의 뺨을 때렸다. 이에 분노한 정중부, 이의방, 이의민, 이고 등은 그날 밤 보현원에서 무신 정변을 일으켰다. 결국 의종은 폐위되고, 한뢰도 의종 뒤에 숨어있는 것을 이고에게 들키고야 말았다. 이고가 칼을 빼들고 한뢰에게 어서 나오라고 소리치며 으름장을 내놓았고 결국 한뢰는 밖으로 나왔다가 살해당했다.

## 한뢰가 등장한 작품
- 《무인시대》 KBS 드라마, 2003년~2004년, 배우 : 정진각